# Akao Akira
Akira Akao (赤尾公 Akao Akira, sinh ngày 15 tháng 2 năm 1988 ở Kagoshima) là một cầu thủ bóng đá người Nhật Bản thi đấu cho Kagoshima United FC.

## Thống kê câu lạc bộ
Cập nhật đến ngày 23 tháng 2 năm 2018.
| Thành tích câu lạc bộ | Thành tích câu lạc bộ | Thành tích câu lạc bộ   | Giải vô địch | Giải vô địch | Cúp                   | Cúp                   | Tổng cộng | Tổng cộng |
| Mùa giải              | Câu lạc bộ            | Giải vô địch            | Số trận      | Bàn thắng    | Số trận               | Bàn thắng             | Số trận   | Bàn thắng |
| Nhật Bản              | Nhật Bản              | Nhật Bản                | Giải vô địch | Giải vô địch | Cúp Hoàng đế Nhật Bản | Cúp Hoàng đế Nhật Bản | Tổng cộng | Tổng cộng |
| --------------------- | --------------------- | ----------------------- | ------------ | ------------ | --------------------- | --------------------- | --------- | --------- |
| 2010                  | Gainare Tottori       | JFL                     | 2            | 1            | 0                     | 0                     | 2         | 1         |
| 2011                  | SC Tottori Dreams     | Tottori Football League |              |              | 0                     | 0                     | 0         | 0         |
| 2012                  | Volca Kagoshima       | JRL (Kyushu)            | 15           | 0            | 2                     | 1                     | 17        | 1         |
| 2013                  | Volca Kagoshima       | JRL (Kyushu)            | 17           | 8            | 0                     | 0                     | 17        | 8         |
| 2014                  | Kagoshima United FC   | JFL                     | 25           | 8            | 2                     | 0                     | 27        | 8         |
| 2015                  | Kagoshima United FC   | JFL                     | 24           | 1            | 1                     | 0                     | 25        | 1         |
| 2016                  | Kagoshima United FC   | J3 League               | 26           | 3            | 1                     | 0                     | 27        | 3         |
| 2017                  | Kagoshima United FC   | J3 League               | 31           | 0            | 1                     | 0                     | 32        | 0         |
| Tổng cộng sự nghiệp   | Tổng cộng sự nghiệp   | Tổng cộng sự nghiệp     | 138          | 21           | 7                     | 1                     | 145       | 22        |